# Aeroportul Sukhumi Babushara
Aeroportul Sukhumi Babushara (IATA: SUI, ICAO: UGSS) este un aeroport din Republica Abhazia ce deservește zona Suhumi. 
Situat la o altitudine de 16 m, aeroportul dispune de o singură pistă. Este operat de Novaport⁠(d).